# 千羽鶴

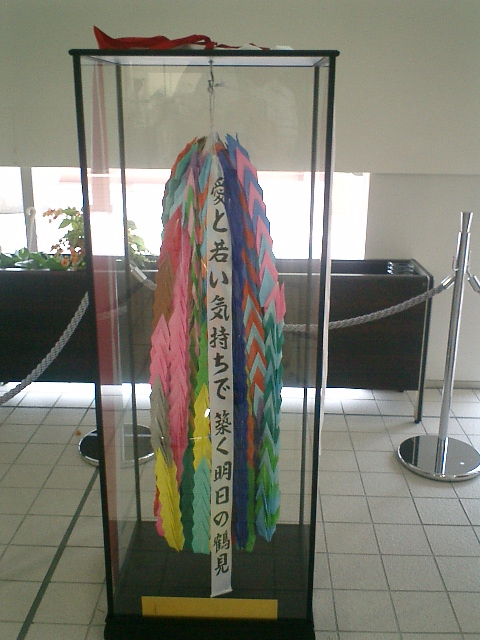
千羽鶴

千羽鶴（せんばづる）は、多数の鶴の描かれた模様や絵画、および折り紙である折り鶴を1000羽作り、糸などで綴じて束ねたものを指す。瑞鳥である鶴が千羽（多数）いることから更なる瑞兆を表す。千羽は多数の意味で、1000羽ちょうどでなくてもよい。かつては社寺に奉納されていたが、現在は祝福、幸福祈願、災害などへの慰安、病気平癒祈願、見舞いなどを目的に作成や贈呈が行われている。
広島市への原子爆弾投下で被爆し、原爆症で死亡した佐々木禎子が自らの延命を祈って作ったことから、平和の象徴にもなっている。

## 製作方法
千羽鶴の作り方に決まりはないが、20羽から100羽の折り鶴を1本の糸に通し、下端にビーズ、ボタンなどを結ぶことで折り鶴が落脱しないようにする方法が一般的に行われている。日本折紙協会によれば、首については、折らないとどちらが頭でどちらが尾か分からなくなるため折ってよいとする他、糸に通すときに、頭をそろえて並べる方法、頭と尾を交互に並べる方法、頭を作らない方法の3種類を紹介する書籍もある。

## 歴史
千羽鶴の起源ははっきりとは分かっていない。かつては、1797年の魯縞庵義道の『秘傳千羽鶴折形』のように連鶴を「千羽鶴」と呼称していた。『秘傳千羽鶴折形』の序文では、鶴と富、折り鶴と長寿祈願を結びつけている。小川未明の作品「千羽鶴」（1916年）には、小さな紙で作った折り鶴を糸でつなぐという記述があり、少なくともこの時代には現代のような形の千羽鶴が存在していたことがわかる。戦前には、糸に通した折り鶴を「千羽鶴」と呼称し、女児の技芸上達祈願として淡島・鬼子母神などの寺社にささげていた。

### 平和の象徴に
折り鶴や千羽鶴が平和の象徴となったのは、原爆の子の像のモデルになった原爆被爆者の少女、佐々木禎子が千羽鶴を折ったことによる。1955年2月に亜急性リンパ性白血病と診断され、広島赤十字病院に入院していた佐々木禎子は、1955年5月に岐阜県または愛知県の人からもらった慰問の手紙に、5cmほどのセロハンの折り鶴がはさんであるのを見て、折り鶴を千羽折れば病気が治ると信じて鶴を折り始めたようである。1995年の中国新聞によれば、愛知淑徳高青少年赤十字団員が原爆患者に贈った4千羽の折り鶴のうち、2千羽が広島赤十字病院に贈られている。佐々木禎子は、自分で折り鶴を折り上げることにこだわっていたようである。佐々木禎子の折った折り鶴の数については諸説あるが、実兄の佐々木雅弘によれば、最初の千羽は自らの病気治癒祈願として、次の千羽は父の借金のことを祈っていたという。佐々木禎子は1955年10月に亡くなるが、その思いは同級生や他の被爆者により引き継がれ、原爆の犠牲になったすべての子供たちへの慰霊として1958年5月に原爆の子の像が平和記念公園に建てられる。この原爆の子の像の塔の鐘には、湯川秀樹により「千羽鶴」と彫られている。この物語はフィクションも巻き込みながら海外へと紹介され、千羽鶴は単純な長寿祈願を超えて、「生きたい」という生存権利の主張という意味合いを持って世界に広がっていった。1999年と2000年の広島市のアンケートでは、佐々木禎子と千羽鶴について、日本以上に海外で知られているという結果が出ている。

#### 楽曲
長崎市では1995年（原爆投下50年）に公募した、横山鼎（島根大学名誉教授、一般公募）作詞、大島ミチル（長崎県出身の作曲家）作曲の歌曲『千羽鶴』を、長崎原爆資料館で毎日11時02分、長崎市の防災無線で毎月9日の11時02分に流している。また、長崎市役所の電話の保留音としても採用されている。長崎原爆犠牲者慰霊平和祈念式典では、純心女子高等学校の合唱団によって歌われている（大島が同校の卒業生）。

#### 映画
佐々木禎子と千羽鶴の映画表現として、木村荘十二監督、諸井條次脚本の1958年の映画『千羽鶴』や、神山征二郎監督の1989年の映画『千羽づる』がある。

## 製作の目的・送り先

### 入院者
前述の通り、入院者の回復を祈るために千羽鶴を贈ることがよく見られる。しかしながら、感染やアレルギーの原因となるとして持ち込みを禁止している病院も存在する。

#### 入院者の作業療法として
入院者の作業療法として千羽鶴の製作が行われることがある。

### 七夕飾り
七夕飾りには、長寿祈願として千羽鶴が飾られる。

### 広島平和記念公園における千羽鶴
上述のように、佐々木禎子が闘病中に多数の折り鶴を折ったことがきっかけとなり、広島平和記念公園内に1958年に設置された「原爆の子の像」に千羽鶴が捧げられるようになった。「原爆の子の像」の周辺に千羽鶴を吊り下げるブースが設置されている。郵送で送付することも可能。
世界中から送られてくる千羽鶴は年間約10トンに及び、かつては焼却処分が行われていたが、2001年以降はNPOらにより、回収された千羽鶴を再生紙に加工することも行われている。
一方で、平和記念公園の「原爆の子の像」には国内外から年間約1,000万羽、重さにして10トン以上の折り鶴が届くが、焼却処分にあたって年間1億円もの公費が使わており、平和を願う象徴の折り鶴が環境問題としてのゴミを生み出してしまっている。
善意ではあるが、千羽鶴の存在が市政を圧迫している。

### 高校野球において
全国高等学校野球選手権大会では、出場校の一部が甲子園出場を祈って千羽鶴を作って試合に臨み、敗者が勝者に託すという慣習がある。地方大会によっては試合終了後に千羽鶴を渡すセレモニーがグラウンド外で行われるが、年々規模が大きくなる傾向にあり、試合の進行に支障を来したり、千羽鶴の保管や処分に苦慮するなど問題が生じている。2017年の時点では、福岡県の高野連はセレモニーの禁止を通知しているほか、自粛を求める県も増える傾向にある。

### 災害の被災地への送付
大規模な災害が発生した際、その被災地に精神的支援として千羽鶴を送る例がある。高校・大学等では被災地支援や国外の災害を契機とした国際貢献の一環として募金活動、メッセージ集め、現地訪問による交流・支援と並び千羽鶴作りが取り組まれることもある。2011年の東日本大震災では、外国の都市からの千羽鶴の送付も見られた。

#### 被災地への送付に対する批判
生活物資でない千羽鶴を被災直後の被災地に送る行為は、現地の限られた運搬能力や労働力を無駄に割かせることになる上、処分にも多額の費用が掛かるとして批判がある。東日本大震災以降、たとえ善意であっても処分するしかない千羽鶴を送られることは避難所での負担になるという指摘が被災経験者から行われるようになった。
評論家の荻上チキは著書「災害支援手帖」の中で、実際にあった「困った救援物資」の例として、寄せ書きや千羽鶴を挙げている。
駒澤大学准教授の山口浩は、「鶴を折ることが問題ではなく、被災地に送られることで負担を増してしまうのが問題」と評した上で、「自分の家に飾っておき、復興後に送る」「被災地以外で集めて保管し、復興後に送る」「ボランティア時に持参し、持ち帰る」といった手段を提案している。
熊本市復興総室室長はITmedia（ねとらぼ）の取材に対し、熊本地震の際に千羽鶴が送付されたのは災害発生直後ではなく現場が落ち着いた頃からが中心であり、千羽鶴の廃棄に困ったという話・報告は聞いたことがないとした上で、「現時点（被災直後）に千羽鶴や色紙を送るのは迷惑になるのでやめるべきであるほか、そもそも現場のマンパワーが不足している状況であるため、個人からの支援物資を送ること自体をやめた方がいい」としている。
また、2022年のロシア・ウクライナ戦争でロシアの侵攻を受けているウクライナへの支援の一環として、埼玉県内の施設利用者が青と黄の折り紙で鶴を折り、ウクライナ大使館に届ける予定であることを報じたニュースに対し、実業家の西村博之とメンタリストのDaiGoはそれぞれ「無駄な行為をして、良い事をした気分になるのは恥ずかしい事である」「そもそも、千羽鶴にありがたみを感じること自体が日本独自の文化であって、ウクライナの人からしたら、何これ?な話なわけです。相手の気持ちがわからない親切はただの迷惑」と批判している。

### その他
- 2008年にJAXAが行った閉鎖環境施設での試験では、課題として千羽鶴の製作が行われた[37]。
- 2011年の東日本大震災の際、千円札に描かれている鶴を「千羽鶴」にたとえ、「大人の千羽鶴」と称する「今、本当に必要な鶴を被災地へ」との寄付の呼びかけが行われた[38]。